# Honda Envix

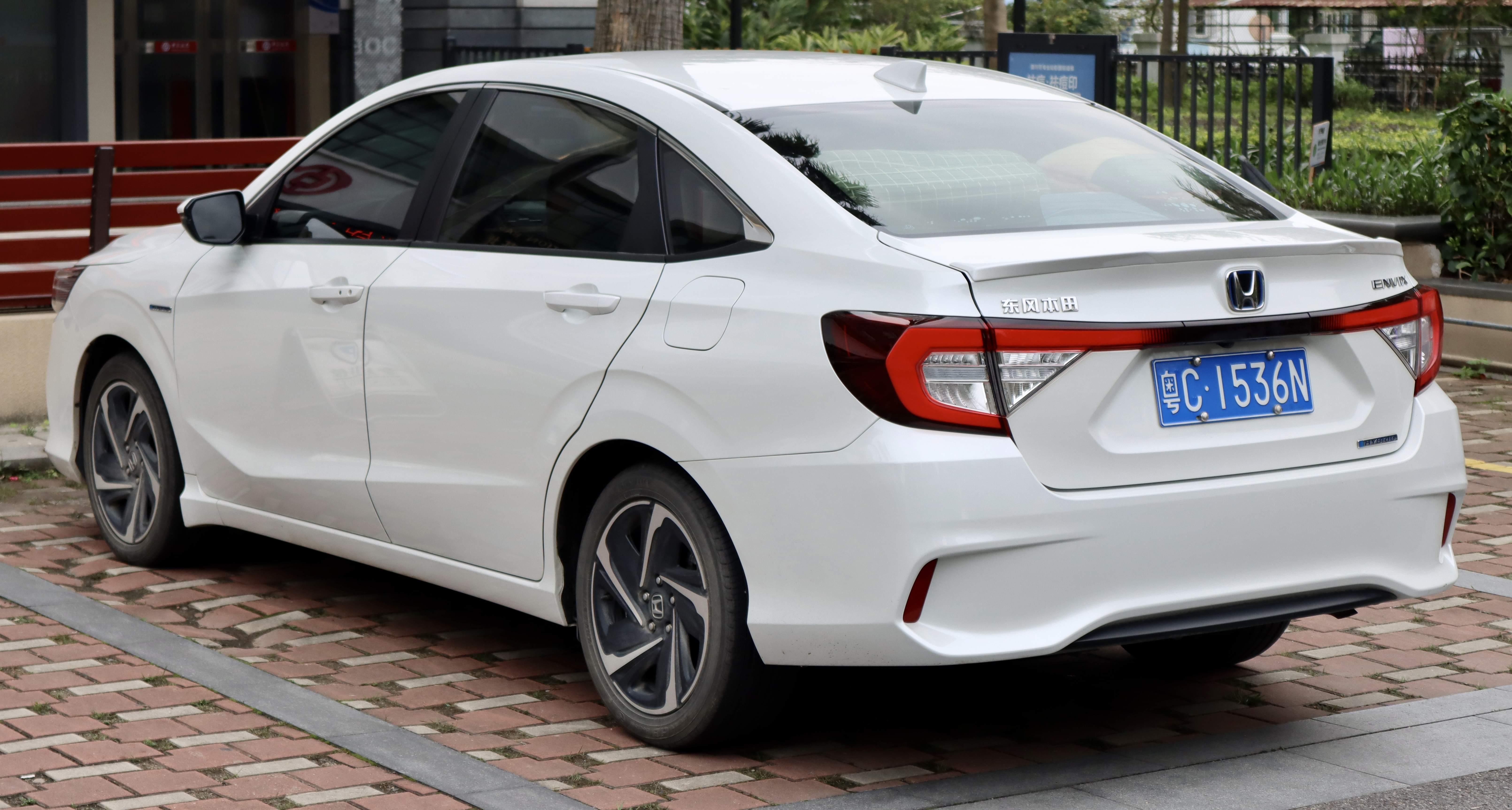
Heckansicht

Der Honda Envix ist eine Limousine des japanischen Automobilherstellers Honda, die nur in China verkauft wurde.

## Geschichte
Ab März 2019 wurde das Fahrzeug in China verkauft. Eine überarbeitete Version folgte im März 2022. Der Envix ist nahezu baugleich zum Honda Crider, wurde im Gegensatz zu diesem aber nicht von Guangqi Honda, sondern von Dongfeng Honda gebaut. So eine Marktpositionierung ist in China nicht unüblich, beispielsweise bietet Toyota den Toyota RAV4 auch als Toyota Wildlander oder Volkswagen den VW T-Cross auch als VW Tacqua an.

## Technische Daten
Angetrieben wird der Wagen wie der Crider von einem aufgeladenen 1,0-Liter-Dreizylinder-Reihen-Ottomotor, der 90 kW (122 PS) leistet. Im September 2020 folgte außerdem ein Otto-Hybrid mit einer Systemleistung von 113 kW (154 PS).
|                                             | 180 Turbo CVT                 | 1.5 Hybrid            |
| Bauzeitraum                                 | 03/2019–12/2024               | 09/2020–12/2024       |
| Motorkenndaten                              |                               |                       |
| Motortyp                                    | R3-Ottomotor                  | R4-Ottomotor          |
| Hubraum                                     | 988 cm³                       | 1498 cm³              |
| max. Leistung Verbrennungsmotor bei min−1   | 90 kW (122 PS) / 5500         | 80 kW (109 PS) / 6000 |
| max. Leistung Elektromotor                  | —                             | 96 kW (131 PS)        |
| max. Systemleistung                         | —                             | 113 kW (154 PS)       |
| max. Drehmoment Verbrennungsmotor bei min−1 | 173 Nm / 2000–4500            | 134 Nm / 5000         |
| max. Drehmoment Elektromotor                | —                             | 267 Nm                |
| Kraftübertragung                            |                               |                       |
| Antrieb, serienmäßig                        | Vorderradantrieb              | Vorderradantrieb      |
| Getriebe, serienmäßig                       | 6-Gang-Schaltgetriebe         | Stufenloses Getriebe  |
| Getriebe, optional                          | (Stufenloses Getriebe)        | —                     |
| Messwerte                                   |                               |                       |
| Höchstgeschwindigkeit                       | k. A. (190 km/h)              | 180 km/h              |
| Beschleunigung, 0–100 km/h                  | 11,6 s (11,2–11,8 s)          | k. A.                 |
| Kraftstoffverbrauch auf 100 km (kombiniert) | 5,5 l Super (4,9–5,0 l Super) | 4,0–4,1 l Super       |
| Tankinhalt                                  | 40 l                          | 40 l                  |

Werte in runden Klammern gelten für Modelle mit optionalem Getriebe.